# 인천부평북초등학교
인천부평북초등학교는 대한민국 인천광역시 부평구에 있는 공립 초등학교이다.

## 학교 연혁
- 1967.03.17 설립인가
- 1968.03.01 인천부평북국민학교 개교
- 1968.07.01 신축 이전
- 1996.03.01 인천부평북초등학교로 개칭
- 2005.09.14 전자도서관 '부평 Bookpia' 개관
- 2006.07.14 보건실 현대화 사업 완료
- 2008.07.31 교내 주요 지역 CCTV 설치
- 2008.08.24 유치원 확장 이전

## 참고 자료
- 인천부평북초등학교 - 한국교육학술정보원 학교알리미